# 米菲和朋友们
《米菲和朋友们》（荷蘭語：nijntje en vriendjes）是荷蘭製作的兒童動畫電視影集，基於荷蘭藝術家迪克·布魯納的《米菲》系列。最初於2003年至2007年在荷蘭的KRO，英國的CITV和美國的Noggin上播出。

## 簡介
該系列劇持續了三季共39集，每集都由兩個部分組成，共78篇故事。
動畫採用定格动画的方式，著重於幼兔米菲的生活。角色們本身沒有對白，而是由旁白以說故事的形式呈現。

## 外部連結
- 互联网电影数据库（IMDb）上《米菲和朋友们》的资料（英文）
- Miffy and Friends on TVGuide.com （页面存档备份，存于）
- Miffy and Friends on CommonSenseMedia.org （页面存档备份，存于）